# Alexis Tzamplakon
Alexis Tzamplakon (en grec :  Ἀλέξιος Τζαμπλάκων) est un aristocrate et un haut dignitaire byzantin.

## Biographie
Les Tzamplakon sont une riche et importante famille aristocratique, attestée depuis le milieu du XIIIe siècle, quand l'un de ses membres, le père d'Alexis, atteint le poste militaire élevé de domestique des Scholes.
Alexis Tzamplakon est mentionné pour la première fois en 1317 alors qu'il est au service d'Andronic II Paléologue. Par la suite, il est mentionné en 1326. Il détient alors la dignité de megas tzaousios et le poste de gouverneur (kephale) de la ville de Serrès et de la région de Popolion, au sud du massif du Pangée, en Macédoine,. Lors de la guerre civile entre Andronic II et son petit-fils Andronic III Paléologue, Tzamplakon est d'abord du côté de l'empereur en place, mais en 1327, il soutient le jeune prétendant et est récompensé du titre de megas papias et du gouvernorat de Zichné,. 
En juillet 1331 ou 1332, Tzamplakon dirige l'aile gauche de l'armée byzantine quand elle est vaincue lors de la bataille de Rusokastro contre les Bulgares. En novembre 1332, dans son dernier acte en tant que megas papias, il cosigne un traité avec Venise. Peu après, il se retire dans un monastère où il prend le nom monastique d'Antoine, y vivant le reste de ses jours. La date de sa mort est inconnue, elle intervient probablement après 1334,.

## Famille
Alexis Tzamplakon a au moins trois fils connus et une fille, :
- Asomatianos Tzamplakon, qui devient mégaduc (commandant de la marine byzantine ;
- Arsénios Tzamplakon, qui devient aussi megas papias ;
- Démétrios Tzamplakon, qui devient megas stratopedarches ;
- une fille dont l'identité est inconnue et qui se marie à un membre de la famille Tornikiès.